# Луп Серват
Луп Серват (лат. Lupus Servatus) или Луп Феррьерский (фр. Loup de Ferrières, ок. 805—862) —  средневековый просветитель, представитель Каролингского возрождения, богослов, бенедиктинец.
Получил хорошее образование у Альдрика, аббата Феррьерского, и у Рабана Мавра в Фульде. С 842 г. и до конца жизни был аббатом Феррьерским; играл активную роль в церковной жизни  и в политике, участвовал в дипломатических миссиях в Риме и Германии. Императрица Юдифь Баварская сделала его воспитателем наследника престола, будущего Карла Лысого.
Сохранилось 130 его писем, показывающих восхищение Цицероном. Письма представляют большой интерес для изучения культуры и образования в период Каролингского возрождения. Оставил многочисленные сочинения по теологии. Исправлял, переписывал и распространял рукописи Плиния Младшего, Светония, Квинта Курция. В 849 г. написал «Книгу о трех вопросах», где трактовал вопросы свободы воли, предопределения и искупления. Исторический труд Лупа «Деяния императоров» утерян. Лупу приписывают жития св. Максимина и св. Вигбертa.

## Сочинения
- Correspondance / Τrad. de L. Levillain. 2 vol., 1927, rééd. 1935, 1964. ISBN 2-251-34012-2, ISBN 2-251-34021-1
- Lettres de Servat Loup abbé de Ferrières / Texte, notes & introduction par Georges Desdevises du Dézert. Paris: Vieweg, 1888.
- Vita sancti Maximini
- Liber de tribus quaestionibus
- Epistolarum liber, nunc primùm in lucem aeditus Papirij Massoni beneficio atque opera // Par Marc Ory. Paris, 1588.
- Münsch, Oliver. Der Liber legum des Lupus von Ferrières. Francfort: Peter Lang, 2001.

## О нем
- Pingot Bonnefoy, Jeanine; Vezin, Jean. Loup de Ferrières, personnage énigmatique. P., éditions Paradigme, 1993.